# Саламат (регион)
Саламат (на френски: Salamat) е регион в Чад. Столица е град Ам Тиман. Площта му е 63 000 кв. км.

## Единици
Регионът включва 3 департамента:
| Департамент     | Столица         | Под-префектури                   |
| --------------- | --------------- | -------------------------------- |
| Абу Дея         | Абу Дея         | Абу Дея, Абге, Ам Хабиле         |
| Барх Азум       | Ам Тиман        | Ам Тиман, Джуна, Мурайе          |
| Хараз Менгейние | Хараз Мангейние | Хараз Мангейние, Мангейние, Даха |

## Население
По данни от 2007 година населението на региона наброява 261 000 души. Гъстотата на населението е 4,14% на кв. км.
По данни от 2009 година населението на региона възлиза на 302 301 души.

## Икономика
Населението е заето предимно в областта на земеделието, животновъдството, риболова и памукопроизводството.